# Krasimir Avramov
Krasimir Avramov (bugarski Красимир Аврамов), rođen 5. studenog 1969. u Slivenu je bugarski pjevač i tekstopisac. Predstavljao je Bugarsku na Euroviziji 2009. s pjesmom Illusion.

## Eurovizija 2009.
21. veljače 2009. je izabran na nacionalnom izboru da predstavlja Bugarsku na Euroviziji s pjesmom Illusion. Stručnjaci su se nakon izbora bunili da pjesma nije dovoljno dobra za Euroviziju, ali se na kraju ipak natjecala. Nastupao je 11. svibnja u prvom polufinalu 12. svibnja, ali nije uspio proći u finale. Završio je 16. sa sedam bodova.

## Vanjske poveznice
- Krassimir.com (bugarski)
- Krassimir.com (engleski)